# Jaroslav Böhm (fotbalista)
Jaroslav Böhm (*24. ledna 1923) je bývalý český fotbalista, záložník.

## Fotbalová kariéra
V československé lize hrál za Sokol Škoda Plzeň. Nastoupil ve 105 ligových utkáních a dal 23 góly.

## Ligová bilance
| Ročník                                     | Zápasy | Góly | Klub              |
| ------------------------------------------ | ------ | ---- | ----------------- |
| Státní liga 1947/48                        | -      | -    | SK Viktoria Plzeň |
| Státní liga 1948                           | -      | -    | SK Viktoria Plzeň |
| Celostátní československé mistrovství 1949 | -      | -    | Sokol Škoda Plzeň |
| Celostátní československé mistrovství 1950 | -      | -    | Sokol Škoda Plzeň |
| Mistrovství československé republiky 1951  | -      | -    | Sokol Škoda Plzeň |
| Mistrovství československé republiky 1952  | -      | -    | Sokol ZVIL        |
| CELKEM                                     | 105    | 23   |                   |